# Concow
Concow is een plaats in Butte County in Californië in de VS.

## Geografie
De totale oppervlakte bedraagt 99,5 km² (38,4 mijl²) waarvan 97,4 km² land is en 2,1 km² of 2,11% water is.

## Demografie
Volgens de census van 2000 bedroeg de bevolkingsdichtheid 11,2/km² (29,1/mijl²) en bedroeg het totale bevolkingsaantal 1095 dat bestond uit:
- 90,68% blanken
- 0,91% zwarten of Afrikaanse Amerikanen
- 2,28% inheemse Amerikanen
- 0,18% Aziaten
- 0,55% mensen afkomstig van eilanden in de Grote Oceaan
- 1,10% andere
- 4,29% twee of meer rassen
- 4,75% Spaans of Latino

Er waren 459 gezinnen en 319 families in Concow. De gemiddelde gezinsgrootte bedroeg 2,39.

## Plaatsen in de nabije omgeving
De onderstaande figuur toont nabijgelegen plaatsen in een straal van 32 km rond Concow.